# Фірісанов Леонід Семенович
Леонід Семенович Фірісанов (5 березня 1928, село Красний Кут, Автономна Радянська Соціалістична Республіка Німців Поволжя, тепер місто Саратовської області, Російська Федерація — 4 липня 2017, місто Мінськ, Республіка Білорусь) — білоруський радянський діяч, секретар ЦК КП Білорусії, заступник голови Ради міністрів Білоруської РСР. Член Бюро ЦК КП Білорусі з вересня 1978 до квітня 1983 року. Депутат Верховної ради Білоруської РСР у 1980—1990 роках.

## Життєпис
Народився в родині лікаря, молодший із трьох дітей. У 1931 році у зв'язку з переведенням батька на роботу до Ленінградської області родина переїхала на станцію Сіверську, а в 1935 році — в місто Ленінград.
У 1941 році у зв'язку з німецько-радянською війною Леоніда Фірісанова евакуювали разом із учнями 176-ї Ленінградської школи до Омської області. У 1943 році вступив до комсомолу. У 1945 році повернувся до Ленінграда.
У 1945—1950 роках — студент механічного факультету Ленінградського інституту інженерів залізничного транспорту.
У 1950—1951 роках — бригадир, майстер цеху паровозного депо міста Полоцька (Білоруська РСР) Західної залізниці.
У 1951—1953 роках — старший інженер технічного відділу управління Західної залізниці в місті Смоленську.
Член КПРС з 1952 року.
У 1953—1955 роках — заступник начальника паровозного депо міста Вітебська із ремонту.
У 1955—1956 роках — головний інженер паровозного депо міста Вітебська.
У 1956—1958 роках — звільнений секретар партійної організації паровозного депо міста Вітебська.
У 1958—1960 роках — слухач Вищої партійної школи при ЦК КПРС у Москві.
З січня до серпня 1961 року — інструктор відділу партійних органів Вітебського обласного комітету КП Білорусії.
У серпні 1961—1964 роках — 1-й секретар Залізничного районного комітету КП Білорусії міста Вітебська.
У 1964—1968 роках — завідувач промислово-транспортного відділу Вітебського обласного комітету КП Білорусії.
У 1968—1977 роках — секретар Вітебського обласного комітету КП Білорусії.
У грудні 1977 — вересні 1978 року — 2-й секретар Вітебського обласного комітету КП Білорусії.
29 вересня 1978 — 28 квітня 1983 року — секретар ЦК КП Білорусії, курував питання промисловості.
У квітні 1983 — 1990 року — заступник голови Ради міністрів Білоруської РСР.
Потім — пенсіонер у Мінську.
Помер 4 липня 2017 року в Мінську.

## Родина
Батько — Фірісанов Семен Полієвктович, лікар. Мати — Фірісанова Параска Георгіївна, акушерка.
Дружина — Фірісанова Олена Олексіївна (1928—2007), лікар.
Дочки: Тетяна (нар.1951), Марина (нар. 1959)

## Нагороди та відзнаки
- орден Жовтневої Революції
- два ордени Трудового Червоного Прапора
- орден «Знак Пошани»
- медаль «Ветеран праці»
- медалі